# POP!
POP!（ポップ）は、エフエム北海道（AIR-G'）で2024年7月より放送されているラジオ番組。

## 概要
特筆的でない限り、11時台はCOCONO SUSUKINO内のMID.α STUDIOから公開生放送されている。
SNSのハッシュタグは「#ポップ」。InstagramやTikTokのフォロワー数次第で、午前11時台は動画生配信を不定期に行っている。

## 放送・配信時間
いずれもJST。
ラジオ
- AIR-G' 土曜日 08:00 - 10:00、11:00 - 11:55（2024年7月6日 - ）[1]

## 出演者
- 濱木琴音（2024年7月6日 - ）[1]
前番組&.LOVEから継続出演。

小樽さんぽ
- アオバト（2024年7月6日 - ）
小樽アオバト情報局[2]主宰。濱木と同じく前番組&.LOVEから出演継続、「小樽さんぽ」コーナーに不定期出演[3]。

## タイムテーブル
いずれもJST。
第一部
- 08:00 オープニング
- 08:03 オープニング ・ナンバー
- 08:15 天気予報
- 08:25 Traffic Information（道路交通情報）
- 08:35 ことさんと音活
- 08:50 小樽さんぽ（提供：かま栄）

第二部
- 09:00 第二部オープニング
- 09:10 ポプコレ（ポップアップ・コレクション）
- 09:30 お天気・道路の情報（提供：ネクスコ東日本）
- 09:40 月替わりコーナー
- 09:50 ポプテレ（ポップアップ・テレフォン）
- 10:00 第二部終了 次番組『SPORTS BEAT supported by TOYOTA）』

第三部
- 11:00 リスタートオープニング
- 11:05 ライブフラッシュ ライブレポ　×　「#らいぶふく」
- 11:10 Traffic Information（道路交通情報）（提供：北海道川崎建機）
- 11:15 ポップイン・パーク（ゲストコーナー）
- 11:35 みんなのポプソン（楽曲リクエストコーナー）
- 11:55 第三部終了 次番組『AIR-G'ヘッドラインニュース』